# 兪龍植
兪 龍植（ユ・ヨンシク、朝鮮語: 유용식、1923年または1924年12月23日 - 2005年5月23日）は、大韓民国の陸軍軍人、政治家。第4代韓国国会議員。本貫は杞渓兪氏。

## 経歴
日本統治時代の京畿道楊平郡出身。京城高等商業学校卒、新興大学（現・慶熙大学校）政経学部政治外交学科3年修了、陸軍士官学校卒。陸軍中央国庫支出官・憲兵司令部財政室長を務めた後、陸軍中領として予備役に編入された。その後は自由党中央委員・楊平郡党副委員長・委員長、国会国防委員会委員長を務めた。
2005年に死去した。